# Lijiang
Lijiang is een oude stad en stadsprefectuur in het noordwesten van de zuidwestelijke provincie Yunnan, Volksrepubliek China. De stad staat bekend om zijn unieke Naxi-cultuur. De Naxi stammen af van Tibetaanse nomaden. Ze hebben een matriarchale familietraditie en een eigen schrift dat meer dan 1000 jaar oud is.

## Bestuurlijke indeling
Yongsheng of Yong-Shen, is een arrondissement onder het directe bestuur van Lijiang.

## Bijzonderheden
Door zijn systeem van waterwegen en bruggen wordt Lijiang ook wel het "Venetië van het Oosten" genoemd. Het is een UNESCO Werelderfgoed sinds 1997.